# اچ‌ام‌اس شفیلد (دی۸۰)
اچ‌ام‌اس شفیلد (دی۸۰) (به انگلیسی: HMS Sheffield (D80)) یک ناوشکن موشک‌اندازتیپ ۴۲ و دومین کشتی نیروی دریایی سلطنتی بود که به نام شهر شفیلد در یورکشایر نامگذاری شد. شفیلد در ۱۶ فوریه ۱۹۷۵ (۲۷ بهمن ۱۳۵۳) واردخدمت به نیروی دریایی سلطنتی شد و بخشی از گروه ضربت ۳۱۷ بود که در طی جنگ فالکلند به جزایر فالکلند اعزام گردید. این شناور در ۴ مه ۱۹۸۲ (۱۴ اردیبهشت ۱۳۶۱) توسط یک موشک ضد کشتی هوا پرتاب اگزوسه که از یک هواپیمای سوپر اتاندارد نیروی دریایی آرژانتین شلیک شده بود مورد اصابت قرار گرفت و به شدت آسیب دید و در ۱۰ مه ۱۹۸۲ (۲۰ اردیبهشت ۱۳۶۱) غرق شد.